# Уено Мамі
Уено Мамі (яп. 上野 真実; нар. 27 вересня 1996) — японська футболістка, що грала за збірну Японії.

## Клубна кар'єра
У 2015 році дебютувала в клубі «Ехіме».

## Кар'єра в збірній
Дебютувала у збірній Японії 9 квітня 2017 року в матчі проти Коста-Рики. З 2017 рік зіграла 6 матчів в національній збірній.

## Статистика виступів
| Збірна Японії | Збірна Японії | Збірна Японії |
| Рік           | Матчі         | Голи          |
| ------------- | ------------- | ------------- |
| 2017          | 3             | 0             |
| 2018          | 0             | 0             |
| 2019          | 3             | 0             |
| Загалом       | 6             | 0             |